# Inkontynencja parcia
Inkontynencja parcia (ang. urge incontinence), nietrzymanie moczu z powodu naglącego parcia − odczucie potrzeby częstego oddawania moczu. Chory czuje parcie już przy niewielkim wypełnieniu pęcherza moczowego, po czym dochodzi do niekontrolowanego oddania moczu (nietrzymanie moczu). Dolegliwość jest często związana z nadreaktywnością pęcherza moczowego.